# 조지아 요리

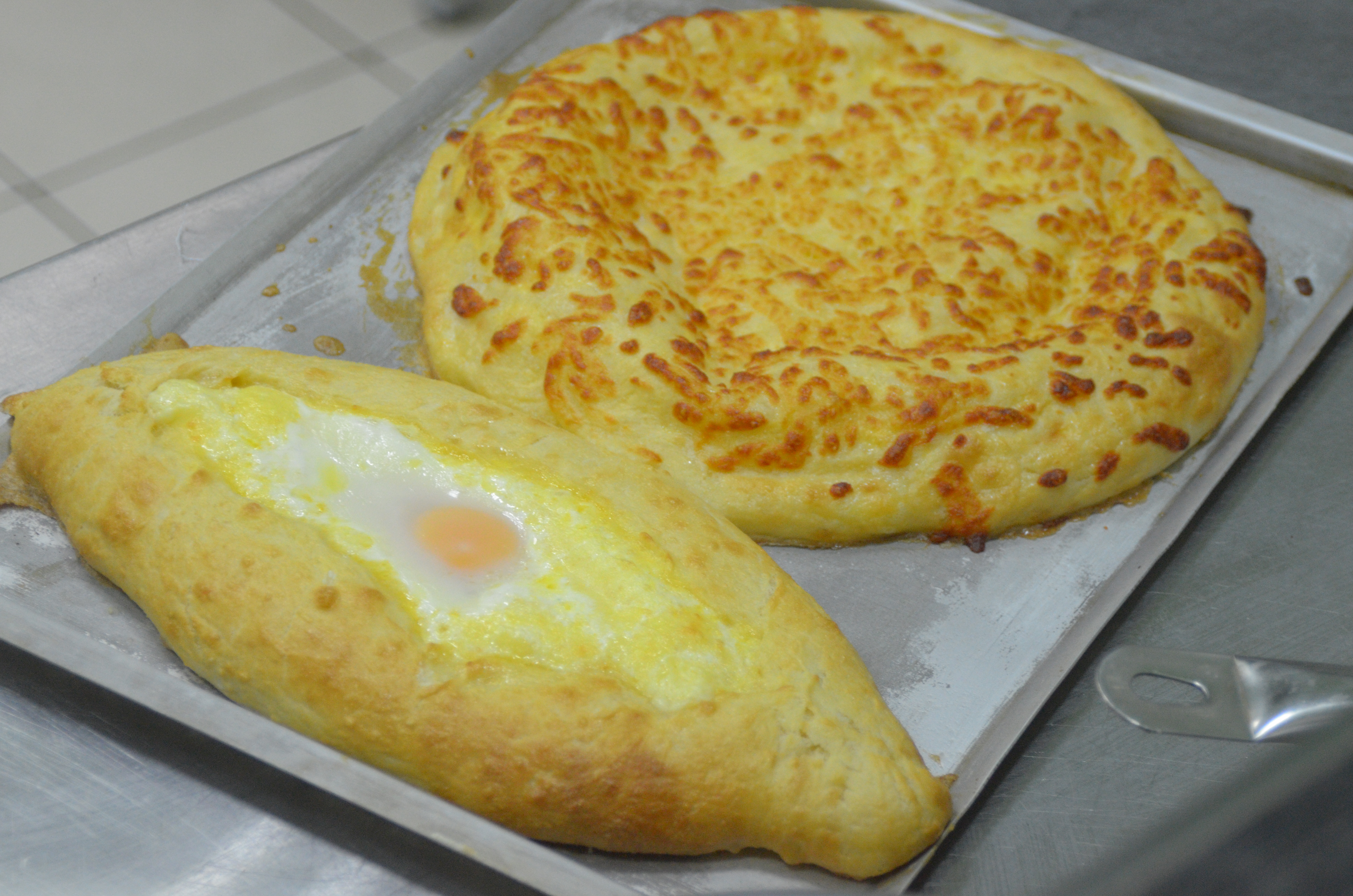
하차푸리

조지아 요리(Georgia 料理, 조지아어: ქართული სამზარეულო 카르툴리 삼자레울로)는 서남아시아 캅카스 지역에 있는 조지아의 요리이다. 대개 그 인상은 관광객들이 보는 조지아의 풍미와 맛이다. 다만 서구에서 조지아는 지정학적 위치상 아시아와 유럽의 경계에 해당되는 것으로 여겨지기도 한다. 조지아 요리는 소비에트 연방 대에는 여러 국가에서 통용되기도 했다. 자국의 특색 있는 요리의 형태를 띠기도 하지만 중앙 유럽과 동유럽 요리법에 많은 영향을 받았다. 허브나 특정 육류를 이용한 요리가 많다. 조지아의 자치주는 각 지역에 따라 마주하는 국가가 달랐으므로 지역의 이름을 따서 요리를 세부적으로 구분하기도 하나 이에 대한 자료는 불충분하다. 육류 요리가 대다수이지만 채식주의자용 식단도 많다.
조지아 요리의 정찬은 케이피라는 것으로서 포도주와 기본 요리부터 모든 정찬이 준비돼서 나오는 데만 몇 시간이 걸린다. 이 때에는 연회의 사회자(Toastmaster)로 볼 수 있는 타마다라는 직책을 맡은 사람이 있는데 이 역할은 정찬 전체에서도 아주 명예로운 자리로 손꼽힌다.

## 같이 보기
- 캅카스 요리